# Winthrop (Indiana)
Winthrop es un área no incorporada ubicada en el condado de Warren en el estado estadounidense de Indiana.

## Geografía
Winthrop se encuentra ubicado en las coordenadas 40°22′12″N 087°14′02″O / 40.37000, -87.23389.